# 예천 흔효리 석조여래입상
예천 흔효리 석조여래입상(醴泉 欣孝里 石造如來立像)은 대한민국 경상북도 예천군 풍양면 흔효리에 있는 불상이다. 1979년 1월 25일 경상북도의 유형문화재 제124호로 지정되었다.

## 개요
경상북도 예천군 풍양면 흥천사 옛 절터에 석등(石燈)의 재료와 함께 놓여 있는 전체 높이 1.78m의 불상이다.
머리 위에는 상투 모양의 커다란 머리묶음이 있으며 얼굴은 풍만하다. 어깨는 둥글며 가슴은 부피감 있게 표현되어 있다. 오른손은 내리고 왼손은 가슴에 든 채 온화하게 서 있는 자세에서 뛰어난 조각성이 나타난다.
신라 불상의 전통이 짙게 남아 있는 작품으로, 당대의 지방양식 불상을 연구하는데 귀중한 예로 평가된다.

## 참고 문헌
- 예천흔효리석조여래입상 - 국가유산청 국가유산포털